# Pierrelaye
 Pierrelaye  es una población y comuna francesa, en la región de Isla de Francia, departamento de Valle del Oise, en el distrito de Pontoise y cantón de Beauchamp.

## Demografía
| 3890 | 4606 | 5586 | 5548 | 6251 | 6923 |
| Para los censos de 1962 a 1999 la población legal corresponde a la población sin duplicidades (Fuente: INSEE [Consultar]) |      |      |      |      |      |